# USS Ingraham (DD-444)
Эскадренный миноносец «Ингрэм» (англ. USS Ingraham (DD-444) — американский эсминец типа Gleaves.
Заложен на верфи Charleston Navy Yard, 15 ноября 1939 года. Спущен 15 февраля 1941 года, вступил в строй 17 июля 1941 года.
22 августа 1942 года затонул в результате столкновения с американским танкером AO-30 «Chemung» близ побережья полуострова Новая Шотландия.
Из состава ВМС США исключён 11 сентября 1944 года.